# Entrepierres
Entrepierres település Franciaországban, Alpes-de-Haute-Provence megyében. Lakosainak száma 409 fő (2022. január 1.). Entrepierres Le Castellard-Mélan, Peipin, Saint-Geniez, Salignac, Sisteron, Sourribes, Thoard és Valernes községekkel határos.

## Népesség
A település népességének változása:
| Lakosok száma | 80   | 163  | 312  | 379  | 390  | 386  | 379  | 373  | 384  | 409  |
|               | 1968 | 1982 | 1999 | 2006 | 2011 | 2015 | 2017 | 2018 | 2020 | 2022 |